# Julijske Alpe
Julijske Alpe (tal. Alpi Giulie) su skupina planina u južnom dijelu Alpa. Prostiru se u sjeverozapadnoj Sloveniji i u sjeveroistočnoj Italiji, a ime su dobile po Gaju Juliju Cezaru. 
Najviši vrh Julijskih Alpa je Triglav s 2864 metara nadmorse visine, koji je ujedno i najviši vrh Slovenije. Drugi vrh po visini je talijanski Montaž (2753 m). Velika većina Julijskih Alpa je uključena u Triglavski nacionalni park u Sloveniji. Julijske Alpe se dijele na zapadne i istočne. U istočnim izviru glavne rijeke dvaju sljevova: Soča i Sava, a brojna su i planinska jezera. Godišnje padne i do 3000 mm/m2 padalina. Vjetar stalno puše, a najčešći je fen koji po zimi puše s juga.

## Vrhovi
Istočne Julijske Alpe
- Triglav (2864 m);
- Škrlatica (2740 m);
- Mangart (2679 m)
- Jalovec (2643 m)
- Razor (2601 m)
- Kanjavec (2569 m)
- Prisojnik (2547 m)
- Špik (2472 m)
- Krn (2244 m);
- Črna prst (1844 m)

Zapadne Julijske Alpe
- Jôf di Montasio (Montaž) (2753 m)
- Jôf Fuart (Viš) (2666 m)
- Visoki Kanin (2587 m)